# Charles Green (Astronom)
Charles Green (* Dezember 1735 in Swinton bei Rotherham, South Yorkshire, England; † 29. Januar 1771 auf der Fahrt von Batavia zum Kap der guten Hoffnung) war ein britischer Astronom.
Er war ab 1760 Assistent des Astronomer Royal James Bradley am Observatorium von Greenwich und diente auch dessen Nachfolger Nathaniel Bliss. Er sollte eigentlich auch für Nevil Maskelyne arbeiten, als dieser nach dem Tod von Bliss im März 1765 zum Astronomer Royal bestimmt wurde. Green zog es aber vor, den Posten eines Schiffszahlmeisters zu übernehmen.
Schließlich sollte er 1768 auf Maskelynes Empfehlung hin für die Royal Society mit Joseph Banks an der ersten Südseereise von James Cook teilnehmen. Seine Aufgabe war es, von Otaheite aus den Venustransit vom 3. Juni 1769 zu messen. Green starb auf der Heimfahrt von Batavia nach 12 Tagen auf See an Dysenterie.